# オン・マイ・ウェイ
「オン・マイ・ウェイ」（英語: I'LL BE ON MY WAY）は、日本のロックバンドである安全地帯の楽曲。
1982年10月25日にKitty Recordsから2枚目のシングルとしてリリースされた。前作「萠黄色のスナップ」（1982年）より8か月ぶりにリリースされたシングルであり、作詞は松尾由紀夫と清水宗己およびパトリック・ナプクム、作曲は玉置浩二、編曲は安全地帯および星勝、プロデューサーは星が担当している。
北海道および東北地方のみブリヂストン「アイスコンパウンド」のコマーシャルソングとして使用された。

## 音楽性と歌詞
ベスト・アルバム『ALL TIME BEST』（2017年）の楽曲解説では、「ワインレッドの心」（1983年）以降のイメージが強い同バンドであるが、本作は安全地帯がロックバンドであったということを認識できる楽曲になっていると表記している。また同解説では、安全地帯というバンドに対して「演奏能力の高さ、グルーヴを感じるボーカル、歯切れのいいサウンド…情熱としなやかさを持ったロックバンドという事がわかる」と主張している。
本作の邦題は「オン・マイ・ウェイ」であるが、英題では「I'LL BE ON MY WAY」という表記になっている。後に1枚目のアルバム『安全地帯I Remember to Remember』（1983年）に収録されるが、そこでは英題でメイン表記された。本作の作詞を手掛けた松尾由紀夫は同アルバムのほぼすべての収録曲の作詞を手掛けている。また、後にヒット曲となったHOUND DOGの楽曲「ff (フォルティシモ)」（1985年）の作詞も松尾が手掛けている。

## リリース、メディアでの使用
1982年10月25日にKitty Recordsより7インチレコードとしてリリースされた。このシングルよりKITTYレーベルの色がホワイトに変更されている。北海道および東北地方のみブリヂストン「アイスコンパウンド」のコマーシャルソングとして使用された。
1988年12月10日には8センチCDとして再リリースされた。

## シングル収録曲
| 全作曲: 玉置浩二、全編曲: 星勝、安全地帯。 |                                           |                                          |            |      |
| #                                          | タイトル                                  | 作詞                                     | 作曲・編曲 | 時間 |
| 1.                                         | 「オン・マイ・ウェイ」(I'LL BE ON MY WAY) | 松尾由紀夫 清水宗己 パトリック・ナプクム | 玉置浩二   | 3:38 |
| 2.                                         | 「FIRST LOVE TWICE」                      | 小椋佳                                   | 玉置浩二   | 4:40 |
| 合計時間:                                  | 合計時間:                                 | 合計時間:                                | 8:18       |      |

## リリース履歴
| No. | 日付           | レーベル      | 規格      | 規格品番   | 最高順位 | 備考 |
| --- | -------------- | ------------- | --------- | ---------- | -------- | ---- |
| 1   | 1982年10月25日 | Kitty Records | 7インチ   | 7DS 0019   | -        |      |
| 2   | 1988年12月10日 | Kitty Records | 8センチCD | H10K-30031 | -        |      |

## 収録アルバム
「オン・マイ・ウェイ」
- 『安全地帯I Remember to Remember』（1983年）
- 『安全地帯 COMPLETE BEST』（2005年）
- 『ALL TIME BEST』（2017年）

「FIRST LOVE TWICE」
- 『安全地帯 COMPLETE BEST』（2005年）
- 『安全地帯 アナザー・コレクション -アルバム未収録曲集-』（1994年）